# Chelonoidis niger darwini
Chelonoidis niger darwini is een schildpad uit de familie landschildpadden (Testudinidae). Lange tijd werd de schildpad als een aparte soort gezien, maar tegenwoordig word deze als een ondersoort van de galapagosreuzenschildpad (Chelonoidis niger).

## Naam en indeling
De wetenschappelijke naam van de soort werd voor het eerst voorgesteld door John Van Denburgh in 1907. Oorspronkelijk werd de naam Testudo darwini gebruikt. Chelonoidis niger darwini was lange tijd een aparte soort naast de galapagosreuzenschildpad (Chelonoidis nigra), maar sinds het DNA-onderzoek een belangrijke plaats heeft binnen het systematisch onderzoek wordt hij (weer) als een ondersoort beschouwd. Vroeger werd de soort ook wel tot het geslacht Geochelone gerekend. Hierdoor wordt in de literatuur vaak een verouderde wetenschappelijke naam vermeld.
De ondersoortaanduiding darwini is een eerbetoon aan de Brits natuuronderzoeker Charles Darwin (1809 – 1882).

## Uiterlijke kenmerken
De schildpad bereikt een maximale rugschildlengte tot ongeveer 97 centimeter, hiermee is het een van de grootste landschildpadden. De kop en poten zijn grijs van kleur, de onderkaak en keel zijn donkerder en hebben gele vlekken.
Het buikschild is grijs van kleur en is korter dan het rugschild. De plastronformule is als volgt: abd > hum > fem > an >< gul >  pect. Mannetjes zijn van vrouwtjes te onderscheiden door een langere en dikkere staart en een iets holler buikschild. 

## Verspreiding en habitat
Deze reuzenschildpad komt voor als endemische diersoort op de Galapagoseilanden (Ecuador, Zuid-Amerika) op het eiland Santiago. Het leefgebied bestaat uit de hellingen van de vulkaankrater op het eiland. Op het menu staan cactussen, grassen en kruiden. Over de levenswijze is verder vrijwel niets bekend. 

## Beschermingsstatus
Het aantal exemplaren in het wild wordt geschat op ongeveer 500 tot 1700, waarschijnlijk ligt het feitelijke aantal rond de 800. Door de internationale natuurbeschermingsorganisatie IUCN is de beschermingsstatus 'ernstig bedreigd' toegewezen (Critically Endangered of CR).